# Bethlehem (Het Hogeland)
Bethlehem is een wierde in de gemeente Het Hogeland in het noorden van de provincie Groningen. Op de wierde staan tegenwoordig nog twee boerderijen. De naam van de wierde verwijst naar een voorwerk van het klooster Juliana te Rottum, later een Benedictinessenconvent dat hier ooit gevestigd was.
Halverwege de vijftiende eeuw werd vermoedelijk een voorwerk gesticht, dat later zelfstandig werd. Het werd bewoond door begijnen die onder gezag van de abt van Rottum stonden. In de zestiende eeuw nam de belangstelling voor het kloosterleven af. In 1568 wilde men het convent bij het mannenklooster van Rottum incorporeren. Daarvoor kwam echter geen toestemming. Het convent werd in 1594 opgeheven. Bij het convent heeft ook een kapel gestaan.
In het nummer 'May 5th' door de band Leap Day hoort men zanger Hans Kuypers over Bethlehem zingen. Hij bedoelt hiermee deze buurtschap .

## Literatuur

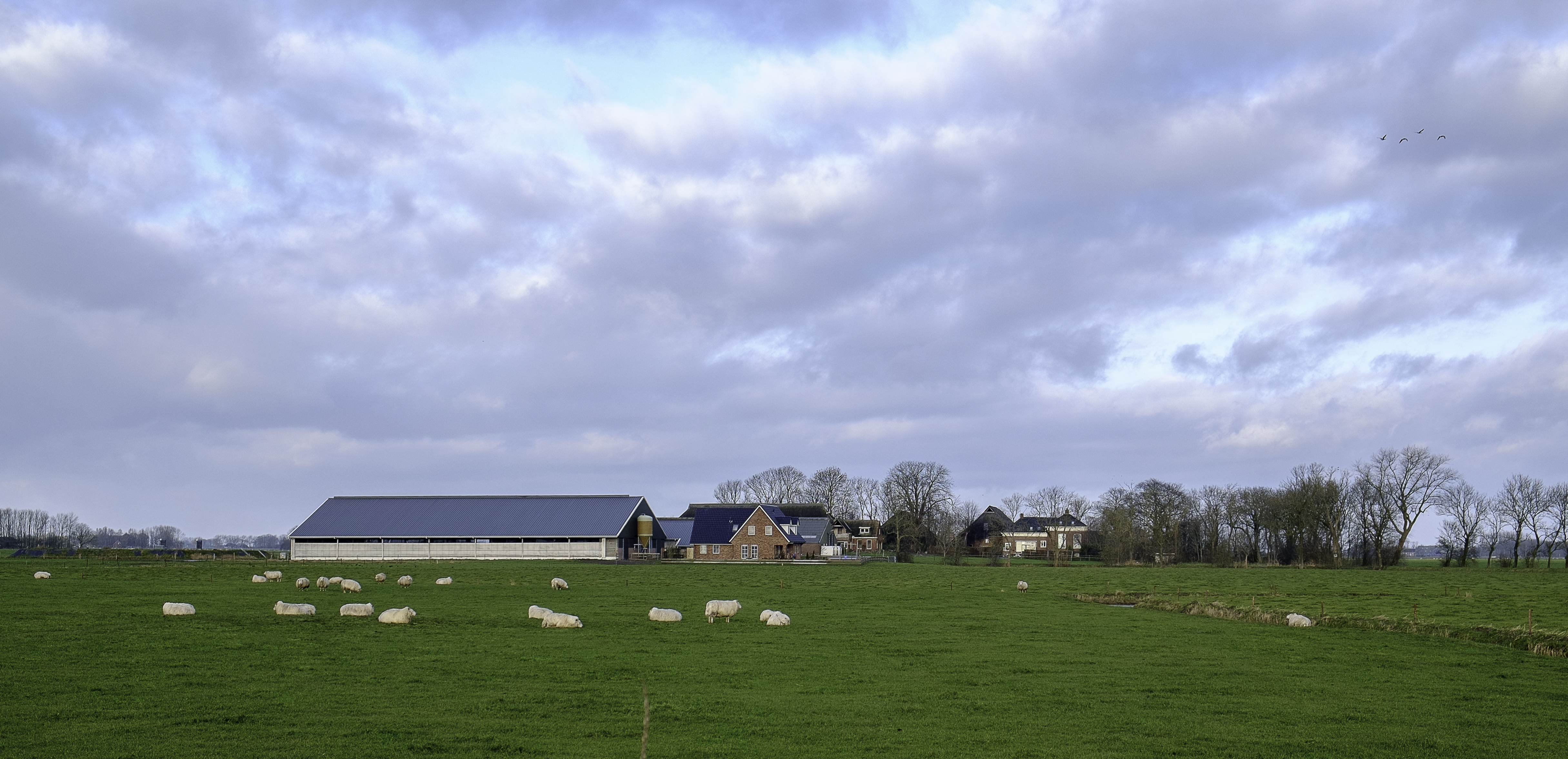
Gezicht op Bethlehem vanaf het Dingsteepad (westen) (2014)
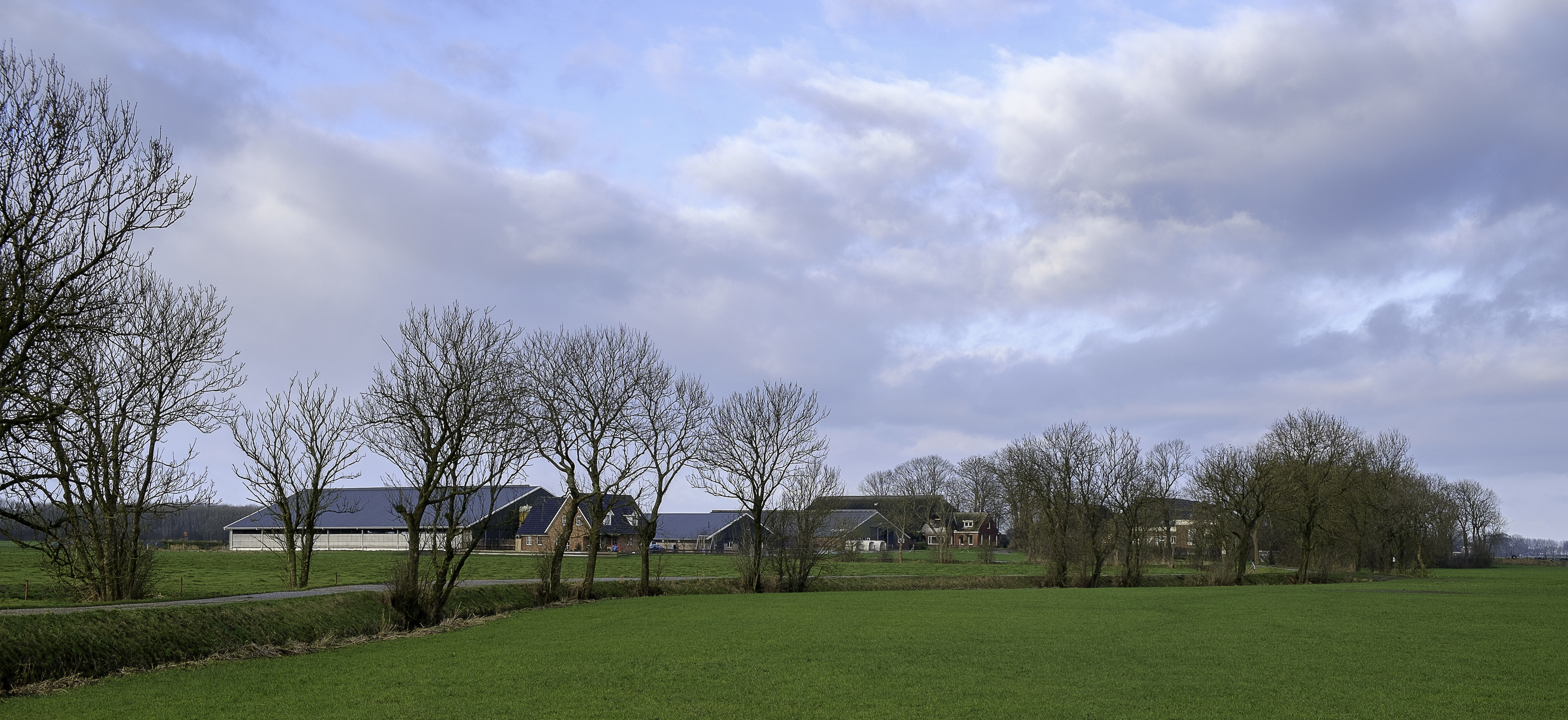
Ingang vanaf de Jacob Tilbusscherweg (zuiden) (2014)